# Полятичи
Поля́тичи (бел. Паляцічы) — деревня в Кобринском районе Брестской области Белоруссии. Входит в состав Батчинского сельсовета.
По данным на 1 января 2016 года население составило 247 человек в 88 домохозяйствах.
В деревне расположены магазин, библиотека и фельдшерско-акушерский пункт.

## География
Деревня расположена в 8 км к западу от города и станции Кобрин, 3 км к востоку от остановочного пункта Черевачицы, в 49 км к востоку от Бреста, у автодороги Р104 Кобрин-Жабинка.
На 2012 год площадь населённого пункта составила 0,71 км² (71 га).

## История
Населённый пункт известен с XVI века. До наших дней в деревне от усадьбы Рынкевичей, заложенной в 1881—1889 годах, сохранился одичавший парк и отдельные хозяйственные постройки В разное время население составляло:
- 1999 год: 92 хозяйства, 288 человек
- 2005 год: 91 хозяйство, 281 человек
- 2009 год: 236 человек
- 2016 год[1]: 88 хозяйств, 247 человек
- 2019 год: 218 человек

## Достопримечательность

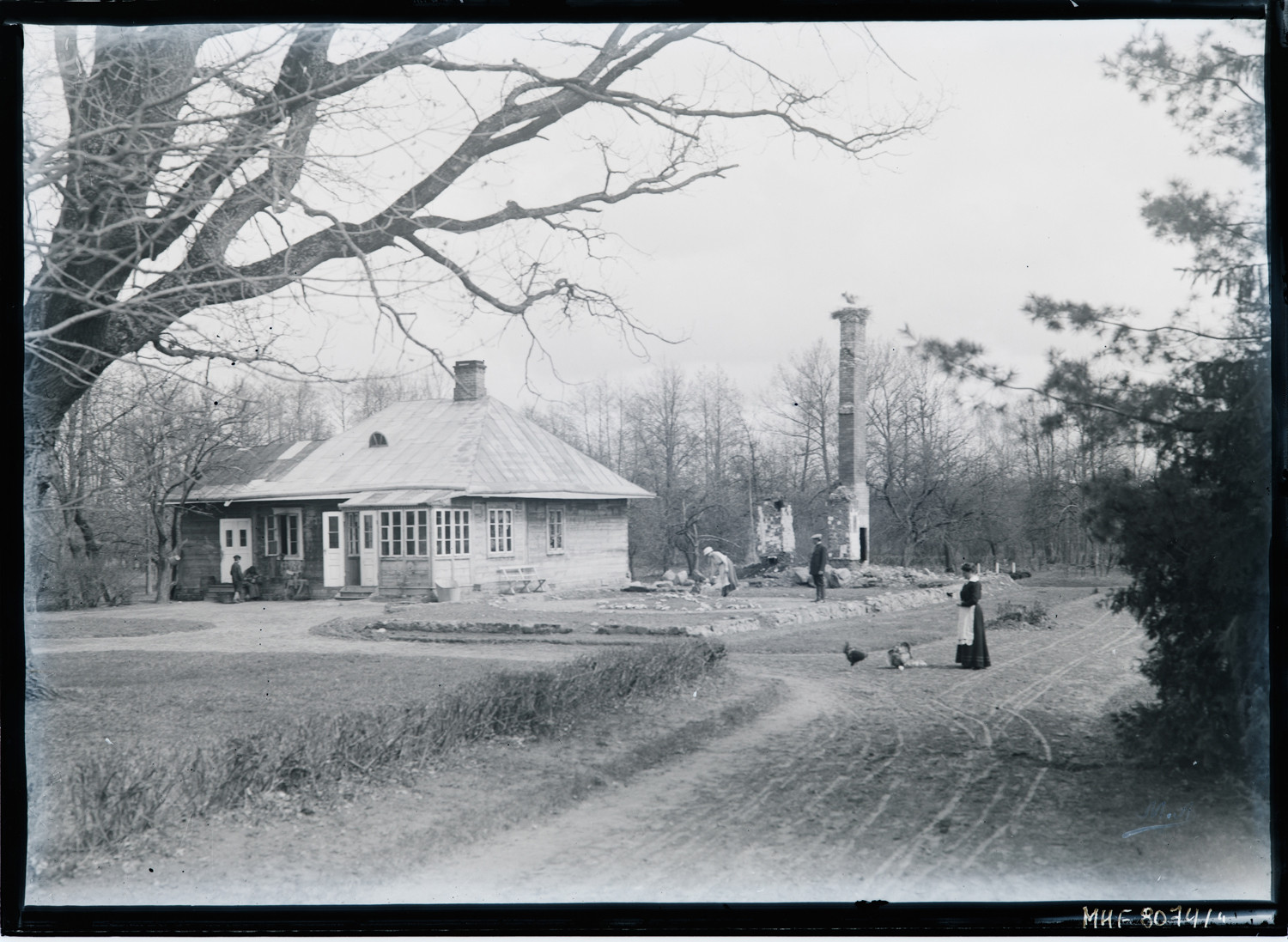
Усадьба Рынкевичей на старых фотоснимках

- Усадьба Рынкевичей на старых фотоснимкахФрагменты усадьбы Рынкевичей: парк, хозпостройки
- Военное кладбище времен Первой мировой войны

### Памятник, скульптура
- Памятный знак, посвящённый погибшему лётчику Петру Шмыгову (2023)[6].